# Französische Badmintonmeisterschaft 1965
Die Französische Badmintonmeisterschaft 1965 fand in Le Havre statt. Es war die 16. Austragung der nationalen Titelkämpfe im Badminton in Frankreich.

## Titelträger
| Disziplin    | Sieger                             |
| ------------ | ---------------------------------- |
| Herreneinzel | Christian Badou                    |
| Dameneinzel  | Viviane Beaugin                    |
| Herrendoppel | Ghislain Vasseur Yves Corbel       |
| Damendoppel  | Annie Vallet Françoise Lequellenec |
| Mixed        | Christian Badou Viviane Beaugin    |